# Navarretia eriocephala
Navarretia eriocephala är en blågullsväxtart som beskrevs av Mason. Navarretia eriocephala ingår i släktet navarretior, och familjen blågullsväxter. Inga underarter finns listade i Catalogue of Life.